# (34482) 2000 SX122
2000 SX122 (asteroide 34482) é um asteroide da cintura principal. Possui uma excentricidade de 0.07256470 e uma inclinação de 3.84685º.
Este asteroide foi descoberto no dia 24 de setembro de 2000 por LINEAR em Socorro.